# Amelia Kinkade
Amelia Kinkade est une actrice américaine, née le 31 décembre 1963 à Fort Worth, Texas.

## Biographie
Elle est essentiellement connue pour le personnage d’Angela Franklin qu’elle incarne de 1988 à 1997 dans la trilogie de films d’horreurs initiée par La Nuit des Démons. Outre sa carrière de comédienne, Amelia Kinkade est également chorégraphe et diplômée de l’école de Interlochen Arts Academy in Interlochen (Michigan). Elle a ensuite achevé sa formation à Los Angeles, où elle a commencé une carrière d’actrice au début des années 1980. Elle est par ailleurs la nièce de la comédienne Rue McClanahan. En plus de la danse et de la comédie, Amelia Kinkade voue une grande passion pour les animaux. Elle a même mis sa carrière d'actrice entre parenthèses pour se consacrer à eux, puisqu'elle est communicatrice avec les animaux depuis plusieurs années.

## Filmographie

### Cinéma
- 1984 : Body Rock : Little Freak (non créditée)
- 1984 : Breaking 2 : Electric Boogaloo
- 1985 : Fast Forward (en) : une danseuse
- 1985 : School Girls (Girls Just Want to Have Fun) : une danseuse
- 1987 : My Best Friend is a Vampire : La brunette dans le bar punk
- 1988 : La Nuit des Démons (Night of the Demons) : Angela Franklin
- 1989 : Road House : Une danseuse
- 1994 : La Nuit des Démons 2 (Night of the Demons 2) : Angela Franklin
- 1997 : La Nuit des Démons 3 (Night of the Demons 3) : Angela Franklin

### Télévision
- 1983 : Mama's Family (série télévisée) : Une punk
- 1984 : Le Retour de K 2000 (Knight Rider) (série télévisée)
- 1985 : Misfits of Science (série télévisée) : Une femme
- 1985 : Misfits of Science (Téléfilm) : Une femme
- 1986 : Les Craquantes (série télévisée)
- 1986 : Fame (série télévisée) : Une danseuse
- 1990 : Les Feux de l'amour (The Young and the Restless) (série télévisée) : Vivian